# 4–6 The Gyles

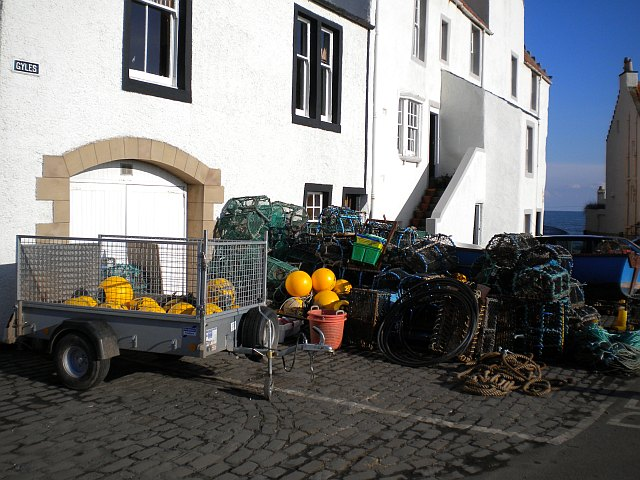
4–6 The Gyles ist das hintere der beiden abgebildeten Häuser

Unter der Adresse 4–6 The Gyles in der schottischen Ortschaft Pittenweem in der Council Area Fife befindet sich ein Wohngebäude. 1972 wurde das Bauwerk als Einzeldenkmal in die schottischen Denkmallisten in der höchsten Kategorie A aufgenommen.

## Geschichte
Das Gebäude entstand im Jahre 1597 und damit etwas früher als das nebenliegende Gyles House, das erst 1626 erbaut wurde. Eine Inschrift in einem Gesimse weist das Baujahr aus. Im Laufe des späten 17. Jahrhunderts wurde das Gebäude zu einem nicht näher benannten Grade neu aufgebaut. Das Gesimse mit der Jahreszahl wurde hierbei neu eingesetzt.

## Beschreibung
Das Wohngebäude steht an der Straße The Gyles nahe der Nordküste des Firth of Forth und den Hafenanlagen von Pittenweem. Die ehemalige Pittenweem Priory befindet sich ein kurzes Stück nördlich. Das große, dreistöckige Haus verfügt über ein ausgebautes Dachgeschoss. An der südwestexponierten Hauptfassade tritt ein Vorbau halboktogonal heraus, der eine Treppe führt. Daneben schließt die Fassade mit einem schlichten Zwerchgiebel. Von den mit Harl verputzten Fassaden sind die Gebäudeöffnungen mit Natursteineinfassungen farblich abgesetzt. Das schiefergedeckte Dach ist mit schlichten Staffelgiebeln gestaltet.